# Richard Wendler
Richard Wendler, född 22 januari 1898 i Oberdorf, död 24 augusti 1972 i Prien am Chiemsee, var en tysk jurist, SS-general och nazistisk politiker. Han var bland annat överborgmästare i Hof (1933–1942) och under andra hälften av andra världskriget guvernör i distrikten Krakau (1942–1943) och Lublin (1943–1944) i Generalguvernementet, den del av Polen som inte inkorporerades i Tredje riket.
Wendlers syster Hilde var gift med Heinrich Himmlers äldre bror Gebhard.

## Biografi
Richard Wendler studerade 1919–1922 rättsvetenskap och statsvetenskap vid Münchens universitet, där han promoverades till juris doktor. År 1924 var han syndikus i Stuttgart och året därpå avlade han statsexamen.
Han blev 1928 medlem i Nationalsocialistiska tyska arbetarepartiet (NSDAP) och Sturmabteilung (SA). I april 1933 gick han över från SA till Schutzstaffel (SS). I oktober utnämndes Wendler till borgmästare i Hof, där han i samband med Kristallnatten 1938 var involverad i förstörelsen av stadens synagoga.

### Andra världskriget
Under andra världskriget kom Wendler att bekläda flera höga ämbeten inom Generalguvernementet, den del av Polen som ockuperades av Tyskland och inte inlemmades i Tyska riket. Kort efter krigsutbrottet i september 1939 blev han överborgmästare i Kielce och i november innehade han samma position i Częstochowa. Från januari 1942 till maj 1943 var Wendler guvernör för distriktet Krakau och därefter var han fram till och med juli 1944 guvernör för distriktet Lublin, innan han flydde för den avancerande Röda armén.

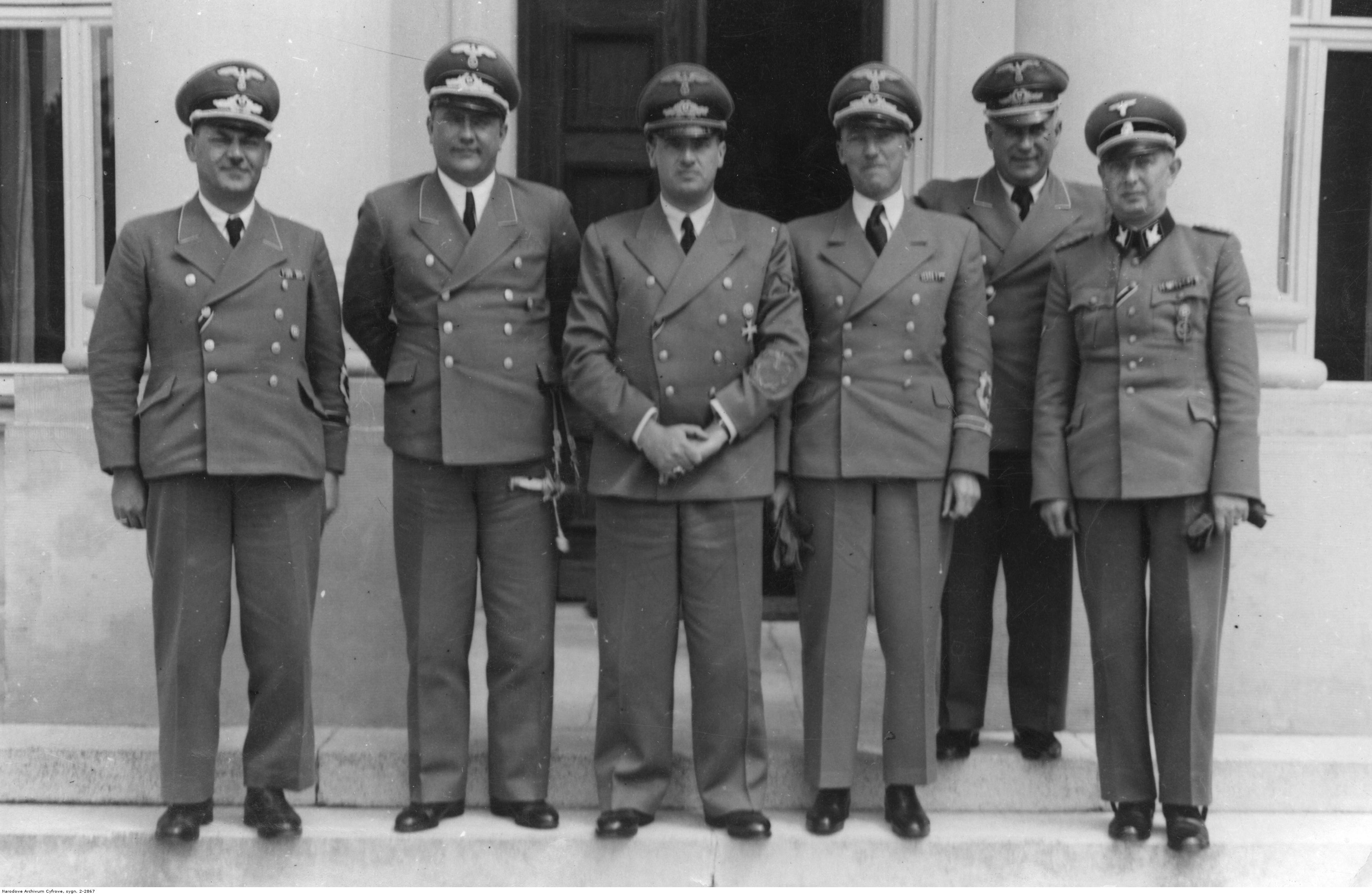
Richard Wendler (längst till höger) med (från vänster): Ernst Kundt, Ludwig Fischer, Hans Frank, Otto Wächter och Ernst Zörner.

### Efter andra världskriget
Wendler greps i maj 1945 av amerikanska trupper, men släpptes i september samma år. Därefter antog han efternamnet Kummermehr och arbetade på ett byggföretag, men 1948 avslöjades hans riktiga identitet. En denazifieringsdomstol dömde honom till fyra års arbetsläger, en dom som året därpå sänktes till tre år. Wendler frigavs dock redan 1950 och öppnade en egen advokatfirma i München.

## Befordringar inom SS
| Datum             | Tjänstegrad                                   |
| ----------------- | --------------------------------------------- |
| 1 april 1933      | Sturmbannführer                               |
| 20 april 1934     | Obersturmbannführer                           |
| 20 april 1935     | Standartenführer                              |
| 1 augusti 1941    | Oberführer                                    |
| 27 september 1941 | Brigadeführer und Generalmajor der Polizei    |
| 21 juni 1943      | Gruppenführer und Generalleutnant der Polizei |